# گری آسوس
گری آسوس (عبری: גרי מאיר מרדכי אסוס‎؛ زادهٔ ۴ مارس ۱۹۸۸) بازیکن فوتبال اهل فرانسه است.